# Banco Nacional de México
Die Banamex bzw. Banco Nacional de México (dt.: Nationalbank von Mexiko) ist eines der größten Kreditunternehmen Mexikos mit Sitz im historischen Zentrum (Centro Histórico) von Mexiko-Stadt. Es gehört heute zur Grupo Financiero Banamex, einem Unternehmen, das 2001 aus dem Verkauf der Grupo Financiero Banamex-Accival an die Citigroup Inc. hervorging, bei dem der traditionsverbundene Name Banamex übernommen wurde.
1929 eröffnete die Banamex eine Filiale in New York City und bot erstmals Sparkonten an. Ab 1958 konnten auch Privatpersonen Darlehen bei der Banamex aufnehmen. Im Zuge der technischen Entwicklung verfügte die Bank ab 1966 über ihren ersten Computer im Bereich der Hauptverwaltung, 1972 boten erste Filialen einen 24-Stunden-Service an. In der Banamex, die seit 1977 auch im weltweiten Finanztelekommunikationsverbund integriert war, ging 1981 dann auch die California Commerce Bank auf. 1982 wurden unter Präsident José López Portillo alle privaten mexikanischen Bankunternehmen verstaatlicht. In den 80er Jahren wurde erstmals die Banamex-Visa- sowie die Mastercard angeboten. Die Reprivatisierung der Banamex erfolgte 1991 und im August 2002 wurde das Kreditinstitut formal durch die Citigroup übernommen.